# Mike Smith (cestista 1987)
Mike Smith (Vandalia, 17 luglio 1987) è un ex cestista statunitense.